# کوری اورسون
کوری اورسون (انگلیسی: Cory Everson؛ زادهٔ ۴ ژانویهٔ ۱۹۵۸) یک هنرپیشه اهل ایالات متحده آمریکا است.
از فیلم‌ها یا برنامه‌های تلویزیونی که وی در آن نقش داشته است می‌توان به ضربه دوجانبه اشاره کرد.